# Мятежный дух (Легенда о Корре)
«Мятежный дух» (англ. Rebel Spirit) — первый эпизод второго сезона американского мультсериала «Аватар: Легенда о Корре».

## Сюжет
Спустя полгода после победы над Амоном, совет Республиканского города был распущен и был избран первый президент. Капитан Буми ушёл в отставку, а Корра встречается с Мако.
На корабль южного племени Воды нападает дух и утаскивает старика в воды. Болин выступает на спортивном матче без Корры и Мако и пригрывает, пока его брат патрулирует город в качестве полицейского и арестовывает преступников. Асами хочет спасти свою компанию от банкротства после того, как её отца посадили, и собирается на южный полюс. Корра устраивает гонку с детьми Тензина и входит в состояние Аватар, чтобы выиграть. Тензин ругает её за бездумное расточительство могучей силы. Он хочет, чтобы она отправилась обучаться магии воздуха в храмы кочевников. Перед этим они будут отдыхать на празднике ледниковых духов в южном племени Воды. Вечером Корра общается с Мако, и когда он говорит, что Тензин хочет ей помочь, то она думает, что он на его стороне, и обидчиво уходит. На следующий день все прибывают на южный полюс, куда также является Уналак, дядя Корры и вождь северного племени Воды, со своими детьми. Тонрак, отец Корры, не особо радуется визиту брата. Когда они идут и разговаривают, Уналак огорчается, что южное племя утратило связь с духами и сообщает Аватару, что те уже даже нападают на судна, о чём её не информировали. Он хочет обучить её своим познаниям, но Тонрак не соглашается.
Асами и Болин идут к одному из богатейших людей, Варику, для переговоров. На своём корабле он сидит на подушке и спрашивает смотрящих, понравилось ли им его левитация. Лизоблюды аплодируют, а Болин говорит, что Варик просто сидел. Ему нравится честность парня, и он хочет сделать Болина звездой шоу-бизнеса, а затем соглашается на сделку с компанией Асами. Она благодарит Болина за помощь. На празднике Уналак снова хочет, чтобы Корра обучалась у него, но Тонрак опять возражает. Тогда вождь северного племени Воды произносит речь, в которой печалится из-за слабой духовной связи братского народа. Варик представляет выступление, Корра и Мако воркуют в деревне, кормя друг друга сладкой ватой, а Болин идёт пообщаться с понравившейся ему дочкой Уналака, Эской. Корра рассказывает своему парню о предстоящем выборе, и он говорит, чтобы она решала сама. Не получив желанного ответа, Корра снова ругается с Мако и уходит. Ночью, когда все спят, Нага выбегает на улицу и воет. Все просыпаются, а на Корру нападает взбесившийся дух. Никто не может его победить, даже Корра в состоянии Аватара, и тогда духа усмиряет Уналак, затем рассеивая его. Корра желает учиться у него, несмотря на возражения Тензина и Тонрака. На следующий день Тензин собирается улетать в храмы воздуха со своей семьёй, и его мама, Катара, говорит ему взять с собой брата Буми и сестру Каю. Корра общается с Мако, а дядя Уналак собирается тренировать её.

## Отзывы

Динамика оценок IGN к эпизодам 2 сезона мультсериала

Макс Николсон из IGN поставил эпизоду оценку 8,8 из 10 и подметил «забавные отношения» Каи и Буми со «сварливым Тензином». Эмили Гендельсбергер из The A.V. Club поставила первым двум сериям второго сезона оценку «B+» и была рада, что «Мятежный дух» «показывает отношения Корры и Мако через чередование ссор и кормление друг друга сладкой ватой». Майкл Маммано из Den of Geek подчеркнул, что «основное внимание в „Мятежном духе“ уделяется философскому конфликту между отцом Корры, Тонраком, и её дядей Уналаком, вождём северного племени Воды».
Мэтт Доэрти из The Filtered Lens поставил эпизоду оценку «A-» и посчитал, что новые представленные персонажи «произвели значительное впечатление». Он отметил, что «сестра и брат Тензина, Кая и Буми, идеально вписываются в тон мультсериала как более игривые родственники, которые возвращают своего прямолинейного брата в детство». Мордикай Кнод из Tor.com также похвалил новых героев и написал, что Кая и Буми «доставляют удовольствие всякий раз, когда появляются на экране».
Премьера двух первых эпизодов второго сезона собрала 2,60 миллиона зрителей у телеэкранов США.